# Кальве, Коринн
Коринн Кальве (фр. Corinne Calvet; 1925—2001) — французская киноактриса, работавшая преимущественно в Голливуде.

## Биография
Настоящая фамилия актрисы — Дибос. Она родилась 30 апреля 1925 года в Париже в обеспеченной семье. Её мать была химиком, работала над созданием стекла Pyrex. Кальве изучала уголовное право в Сорбонне, но предпочла карьере юриста актёрскую профессию. По словам актрисы, актёрам и юристам необходимы одни и те же качества — сильный характер, умение убеждать и хороший голос. Уже в 12 лет Кальве дебютировала на экране в короткометражном фильме о бильярде. В послевоенные годы участвовала в постановках в театре и на радио, снялась в нескольких малоизвестных французских фильмах. Этого оказалось достаточно, чтобы её заметил американский продюсер Хэл Уоллис и пригласил в Голливуд.
Переехав в США, Кальве подписала контракт со студией Paramount и радикально изменила свой имидж, став гламурной красавицей, каких она обычно воплощала на экране. Первый фильм с её участием «Верёвка из песка» вышел на экраны в 1949 году. Несмотря на сильный актёрский состав (Берт Ланкастер, Клод Рейнс, Пол Хенрейд), картина была во всех отношениях средней, но Кальве, единственной женщине в этом составе, фильм позволил заявить о себе.
Кальве утверждала в своих мемуарах, что Уоллис склонял её к близости, а после её отказа отыгрался на муже актрисы, Джоне Бромфилде, с которым студия расторгла контракт. Сама же Кальве получила совершенно не подходящую ей роль в комедии «Моя подруга Ирма едет на Запад» (1950) с Дином Мартином и Джерри Льюисом. По словам Кальве, этот фильм разрушил её шансы подняться в качестве драматической актрисы. Почти во всех сценах с её участием партнёром Коринн был шимпанзе. Против её желания Уоллис утвердил Кальве на роль в ещё одном фильме Мартина и Льюиса — «Берегись, моряк».
Кальве снялась в двух фильмах маститого режиссёра Джона Форда, снятых на студии 20th Century Fox: «Когда Вилли возвращается домой» (1950), в котором сыграла лидера французского сопротивления, и «Какова цена славы» (1952), где играла дочь трактирщика. Хотя эти работы не относятся к лучшим в творчестве Форда, Кальве они позволили сохранить реноме драматической актрисы. Также на Fox Кальве снялась в паре с Дэнни Кеем в картине «На Ривьере» (1951).
На Paramount Кальве снялась в ремейке знаменитого «Шанхайского экспресса» — «Пекинский экспресс» (1951) и военной драме «Гром на востоке» (1952). Затем она ненадолго вернулась в Европу, снялась у Анри Декуэна в французском фильме «Один шаг в вечность». Когда контракт с Paramount закончился, Кальве перешла на студию Universal, где снялась в двух вполне удачных фильмах: вестерне «Далёкий край» (1954) и мюзикле «Таков Париж» (1955).
В 1960 году Кальве заявила, что возвращается во Францию, устав от того, что голливудские продюсеры не воспринимают французских актрис всерьёз. В 1960-х годах она снималась мало, в основном в телевизионных постановках. В то время она часто упоминалась в прессе в связи с событиями своей личной жизни. В 1970-е годы Кальве почти оставила актёрскую карьеру, став терапевтом, лишь изредка она появлялась в фильмах и телесериалах в качестве приглашённой звезды. В 1982 году она в последний раз появилась на экране в фильме «Меч и колдун». Через год Кальве издала мемуары, названные «Коринн была хорошей девочкой?» (Has Corinne Been a Good Girl?), в которых раскритиковала студийную систему Голливуда, где ей так и не удалось в полной мере раскрыть свой актёрский талант.

## Личная жизнь
В 1948 году Кальве вышла замуж за своего партнёра по фильму «Верёвка из песка» Джона Бромфилда. Их брак закончился разводом в 1954 году. По воспоминаниям актрисы, развод произошёл из-за того, что Бромфилд был одержим сексом и без него просто не мог заснуть. Вторым мужем Кальве был Джеффри Стоун, также актёр, за которым она была замужем с 1955 по 1960 годы, и от которого имела сына Майкла. В 1960-х Кальве встречалась с женатым миллионером Дональдом Скоттом, который в 1967 году подал на неё в суд с целью вернуть свои деньги, которые он переводил на имя актрисы, чтобы не потерять их при разводе. Скотт убеждал суд, что актриса с помощью магии вуду заставила его отдать ей деньги. Дело однако скоро разрешилось вне суда. В 1966 Кальве вышла замуж за продюсера и режиссёра Альберта Ганнавея. В 1968 году они развелись, и в том же году Кальве в четвёртый раз вышла замуж. Её избранником стал Роберт Уирт, с которым она развелась в 1971 году.
В 1952 году Кальве через суд требовала от актрисы Жа Жа Габор миллион долларов. Причиной послужили заявления Габор в прессе о том, что Кальве — никакая не француженка, а англичанка, которая за пару лет до того даже не говорила по-французски. В суде французское происхождение актрисы было доказано.

## Фильмография
| Европейские фильмы - 1945 — Часть тени — La part de l’ombre - 1946 — Петрюс — Pétrus — Лилиана - 1946 — Мы не женаты — Nous ne sommes pas mariés — модель - 1947 — Дом последнего шанса — Le château de la dernière chance — госпожа Тритонэль - 1954 — Один шаг в вечность — Bonnes à tuer — Вера Вольпоне - 1955 — Девушки из Сан-Франциско — Le ragazze di San Frediano — Биче - 1955 — Приключения Джакомо Казановы — Le avventure di Giacomo Casanova — Луиза де Шатийон - 1960 — Десять медовых месяцев — Bluebeard’s Ten Honeymoons — Одетт Голливудские фильмы - 1949 — Верёвка из песка — Rope of Sand — Сюзанна Рено - 1950 — Когда Вилли возвращался домой — When Willie Comes Marching Home — Ивонн Ле Тет - 1950 — Моя подруга Ирма едет на Запад — My Friend Irma Goes West — Ивонн Ивонн - 1951 — Квебек — Quebec — Стефани Дюроссак - 1951 — На Ривьере — On the Riviera — Колетт | - 1951 — Пекинский экспресс — Peking Express — Даниэль Гринье - 1952 — Гром на востоке — Thunder in the East — Лизетт Дамон - 1952 — Берегись, моряк — Sailor Beware — Коринн Кальве - 1952 — Какова цена славы — What Price Glory — Шармен - 1953 — Река пудры — Powder River — Френчи Дюмонт - 1953 — Полёт в Танжер — Flight to Tangier — Ники - 1954 — Далёкий край — The Far Country — Рене Валлон - 1955 — Таков Париж — So This Is Paris — Сюзанна Сорель - 1959 — Расхитители цветных жилищ — Plunderers of Painted Flats — Кэти Мартин - 1962 — Приключения молодого человека — Hemingway’s Adventures of a Young Man — графиня - 1965 — Восстание апачей — Apache Uprising — Дженис Маккензи - 1970 — Загон — Pound - 1974 — Призрак Голливуда — The Phantom of Hollywood — миссис Викс - 1977 — Слишком рискованно — Too Hot to Handle — мадам Руанда - 1980 — Доктор Хекил и мистер Хайп — Dr. Heckyl and Mr. Hype — Пизель Пури - 1982 — Меч и колдун — The Sword and the Sorcerer |